# CYP4B1
CYP4B1 (англ. Cytochrome P450 family 4 subfamily B member 1) – білок, який кодується однойменним геном, розташованим у людей на короткому плечі 1-ї хромосоми.  Довжина поліпептидного ланцюга білка становить 511 амінокислот, а молекулярна маса — 58 991.
| 10         |  | 20         |  | 30         |  | 40         |  | 50         |
| ---------- |  | ---------- |  | ---------- |  | ---------- |  | ---------- |
| MVPSFLSLSF |  | SSLGLWASGL |  | ILVLGFLKLI |  | HLLLRRQTLA |  | KAMDKFPGPP |
| THWLFGHALE |  | IQETGSLDKV |  | VSWAHQFPYA |  | HPLWFGQFIG |  | FLNIYEPDYA |
| KAVYSRGDPK |  | APDVYDFFLQ |  | WIGRGLLVLE |  | GPKWLQHRKL |  | LTPGFHYDVL |
| KPYVAVFTES |  | TRIMLDKWEE |  | KAREGKSFDI |  | FCDVGHMALN |  | TLMKCTFGRG |
| DTGLGHRDSS |  | YYLAVSDLTL |  | LMQQRLVSFQ |  | YHNDFIYWLT |  | PHGRRFLRAC |
| QVAHDHTDQV |  | IRERKAALQD |  | EKVRKKIQNR |  | RHLDFLDILL |  | GARDEDDIKL |
| SDADLRAEVD |  | TFMFEGHDTT |  | TSGISWFLYC |  | MALYPEHQHR |  | CREEVREILG |
| DQDFFQWDDL |  | GKMTYLTMCI |  | KESFRLYPPV |  | PQVYRQLSKP |  | VTFVDGRSLP |
| AGSLISMHIY |  | ALHRNSAVWP |  | DPEVFDSLRF |  | STENASKRHP |  | FAFMPFSAGP |
| RNCIGQQFAM |  | SEMKVVTAMC |  | LLRFEFSLDP |  | SRLPIKMPQL |  | VLRSKNGFHL |
| HLKPLGPGSG |  | K          |  |            |  |            |  |            |

A: Аланін

C: Цистеїн

D: Аспарагінова кислота

E: Глутамінова кислота

F: Фенілаланін

G: Гліцин

H: Гістидин

I: Ізолейцин

K: Лізин

L: Лейцин

M: Метіонін

N: Аспарагін

P: Пролін

Q: Глутамін

R: Аргінін

S: Серин

T: Треонін

V: Валін

W: Триптофан

Кодований геном білок за функцією належить до оксидоредуктаз. 
Задіяний у такому біологічному процесі як поліморфізм. 
Білок має сайт для зв'язування з іонами металів, іоном заліза, гемом. 
Локалізований у мембрані, ендоплазматичному ретикулумі, мікросомах.